# Consistórios de Paulo II
O Papa Paulo II (1464-1471) criou dez cardeais em dois consistórios:

## 18 de setembro de 1467
1. Thomas Bourchier † 22 de março de 1486
2. István Várdai † em fevereiro de 1471
3. Oliviero Carafa † 20 de janeiro de 1511
4. Amico Agnifili † 09 de novembro de 1476
5. Marco Barbo (1420-1491), † 11 de março de 1491
6. Jean Balue † 5 de outubro de 1491
7. Francesco della Rovere, OFMConv.† 12 de agosto de 1484
8. Teodoro Paleologo di Montferrato † 21 de janeiro de 1484

## 21 de novembro de 1468
1. Giovanni Battista Zeno  † 7 de maio de 1501
2. Giovanni Michiel † 10 Abril de 1503